# Schweizer Meisterschaften in der Nordischen Kombination 2007

Logo des Schweizer Skiverbandes

Die Schweizer Meisterschaften in der Nordischen Kombination 2007 fanden am 22. September 2007 im Schweizer Kandersteg statt. Die Meisterschaften wurden im Gundersen-Einzel von der Normalschanze ausgerichtet. Ausrichter war der Schweizer Skiverband Swiss-Ski.

## Ergebnis
| Platz | Sportler            |
| ----- | ------------------- |
| 1     | Ronny Heer          |
| 2     | Seppi Hurschler     |
| 3     | Michael Hollenstein |
| 4     | Joel Bieri          |
| 5     | Tommy Schmid        |
| 6     | Tim Hug             |
| 7     | Lars Grossen        |
| 8     | Felix Kläsi         |
| 9     | Ivan Rieder         |
| 10    | Lucas Vonlanthen    |